# حكيم بن سعد
أَبُو تَحْيَى الْكُوفِيُّ حَكِيمُ بْنُ سَعْدٍ الْحَنَفِيُّ تابعي كوفي، وأحد رواة الحديث النبوي. يقال أن علي بن أبي طالب جعله على شرطة الخميس.

## روايته للحديث النبوي
- روى عن: أبي موسى الأشعري وعلي بن أبي طالب، وعمار بن ياسر.[2] وأبي هريرة، وأم سلمة.[3]
- روى عنه: ليث بن أبي سليم، وعمران بن ظبيان، وجعفر بن عبد الرحمن.[2]
- الجرح والتعديل: قال عنه يحيى بن معين: لَيْسَ بِهِ بَأْسٌ،[2] وقال أحمد بن صالح العجلي: ثقة، وقال ابن حجر العسقلاني: صدوق، قال أبو حاتم الرازي: يكتب حديثه محله الصدق، وقال الذهبي: ثقة.[4] روى له البخاري في الأدب المفرد والنسائي.[3]

| الأسم                                       | الشهرة                                | الرتبة |
| عبد الرحمن بن صخر                           | أبو هريرة الدوسي / توفي في :57        | صحابي  |
| عبد الله بن مسعود بن حبيب بن شمخ بن مخزو... | عبد الله بن مسعود / توفي في :32       | صحابي  |
| علي بن أبي طالب بن عبد المطلب بن هاشم بن... | علي بن أبي طالب الهاشمي / توفي في :40 | صحابي  |
| هند بنت حذيفة بن المغيرة بن عبد الله بن...  | أم سلمة زوج النبي / توفي في :63       | صحابية |

| الأسم                         | الشهرة                               | الرتبة    |
| سليمان بن مهران               | سليمان بن مهران الأعمش               | ثقة حافظ  |
| عمران بن ظبيان                | عمران بن ظبيان الحنفي / توفي في :157 | مقبول     |
| محمد بن إسحاق بن يسار بن خيار | ابن إسحاق القرشي / توفي في :150      | صدوق مدلس |

حَدَّثَنَا حَدَّثَنَا مُعَاذُ بْنُ الْمُثَنَّى ، ثنا عَلِيُّ بْنُ الْمَدِينِيِّ ، ثنا إِسْحَاقُ بْنُ مَنْصُورٍ السَّلُولِيُّ ، ثنا مُحَمَّدُ بْنُ سُلَيْمَانَ الْعَبْدِيُّ ، عَنْ هَارُونَ بْنِ سَعْدٍ ، عَنْ عِمْرَانَ بْنِ ظَبْيَانَ ، عَنْ أَبِي يَحْيَى حَكِيمِ بْنِ سَعْدٍ ، قَالَ : سَمِعْتُ عَلِيًّا رَضِيَ اللَّهُ عَنْهُ " يَحْلِفُ : لَلَّهُ أَنْزَلَ اسْمَ أَبِي بَكْرٍ مِنَ السَّمَاءِ الصِّدِّيقُ "
حَدَّثَنَا أَبُو النَّضْرِ هَاشِمُ بْنُ الْقَاسِمِ ، حَدَّثَنَا أَبُو سَلَّامٍ عَبْدُ الْمَلِكِ بْنُ مُسْلِمٍ الْحَنَفِيُّ ، عَنْ عِمْرَانَ بْنِ ظَبْيَانَ ، عَنْ حُكَيْمِ بْنِ سَعْدٍ أَبِي تِحْيَى ، عَنْ عَلِيٍّ رَضِيَ اللَّهُ عَنْهُ ، قَالَ : كَانَ النَّبِيُّ صَلَّى اللَّهُ عَلَيْهِ وَسَلَّمَ إِذَا أَرَادَ سَفَرًا ، قَالَ : " اللَّهُمَّ بِكَ أَصُولُ ، وَبِكَ أَحُولُ ، وَبِكَ أَسِيرُ ".
1. ↑  "حكيم بن سعد (سعيد)". qadatona.org. مؤرشف من الأصل في 2020-08-06. اطلع عليه بتاريخ 2020-08-06.
2. 1 2 3  "كتاب تاريخ الإسلام، شمس الدين الذهبي، تحقيق: بشار عواد، جـ 2، صـ 901". al-maktaba.org. مؤرشف من الأصل في 2019-03-23. اطلع عليه بتاريخ 2020-08-03.
3. 1 2  "تهذيب الكمال - المزي - ج ٧ - الصفحة ٢١١". shiaonlinelibrary.com. مؤرشف من الأصل في 2020-08-06. اطلع عليه بتاريخ 2020-08-06.
4. ↑  "موسوعة الحديث: حكيم بن سعد". hadith.islam-db.com. مؤرشف من الأصل في 2020-08-06. اطلع عليه بتاريخ 2020-08-03.
5. 1 2  "موسوعة الحديث : حكيم بن سعد". hadith.islam-db.com. مؤرشف من الأصل في 2020-08-06. اطلع عليه بتاريخ 2023-11-25.
6. ↑  "موسوعة الحديث : المعجم الكبير للطبراني : 14". hadith.islam-db.com. مؤرشف من الأصل في 2023-11-25. اطلع عليه بتاريخ 2023-11-25.
7. ↑  "موسوعة الحديث : مسند أحمد بن حنبل : 673". hadith.islam-db.com. مؤرشف من الأصل في 2023-11-25. اطلع عليه بتاريخ 2023-11-25.